# 246P/NEAT
246P/NEAT, o anche cometa NEAT 20, è una cometa periodica scoperta il 15 marzo 2004, in seguito si sono trovate immagini di prescoperta risalenti al 29 gennaio 2004: la cometa ha ricevuto la sua denominazione definitiva dopo la sua riscoperta avvenuta il 2 novembre 2010.
La cometa fa parte della famiglia delle comete gioviane e della famiglia di comete quasi-Hilda.
La cometa ha avuto nel 2001 un lungo passaggio ravvicinato col pianeta Giove.